# Heurodes porculus
Heurodes porculus är en spindelart som först beskrevs av Simon 1877.  Heurodes porculus ingår i släktet Heurodes och familjen hjulspindlar. Inga underarter finns listade i Catalogue of Life.